# Give Peace a Chance (Grey's Anatomy)
"Give Peace a Chance", é o sétimo episódio da sexta temporada da série Grey's Anatomy, sendo o 109º episódio do seriado. Escrito por Peter Nowalk e dirigido por Chandra Wilson, o episódio foi originalmente transmitido pela American Broadcasting Company (ABC), nos Estados Unidos, em 29 de outubro de 2009. A série gira em torno de um grupo de médicos em treinamento. Jenny Barak editou a música, e Donald Lee Harris foi o designer.
Neste episódio, o Dr. Derek Shepherd (interpretado por Patrick Dempsey) realiza uma operação, em um funcionário do hospital para remover um tumor considerado inoperável, apesar das objeções do chefe de cirurgia, Dr. Richard Webber (interpretado por James Pickens Jr.).

O episódio foi planejado para focar no personagem de Dempsey. A atriz Katherine Heigl (Drª. Izzie Stevens) esteve ausente deste episódio, pois estava filmando Juntos pelo Acaso. Mark Saul, Jesse Williams e Nora Zehetner retornaram como artistas convidados, enquanto Faran Tahir teve sua única participação na série. Chandra Wilson ganhou o prêmio NAACP Image Award por este episódio, que recebeu boas avaliações da crítica, com elogios especiais ao personagem de Tahir. Foi assistido por 13.740.000 pessoas, alcançando uma audiência de 5.2/13 pontos na avaliação Nielsen rating/share e na faixa demográfica de 18-49 anos, obtendo o quarto lugar entre os espectadores noturnos da série.